# Idę do słońca
Idę do słońca è un documentario cortometraggio del 1955 diretto da Andrzej Wajda.
Il film parla di Xawery Dunikowski, uno scultore polacco sopravvissuto al campo di concentramento di Auschwitz.